# Fred Sunnen
Fred Sunnen, né le 11 avril 1939 à Differdange (Luxembourg) et mort le 22 février 2014 à Luxembourg (Luxembourg), est un homme politique luxembourgeois, membre du Parti populaire chrétien-social (CSV).

## Biographie

### Carrière professionnelle
Ancien professeur, Fred Sunnen est l'ancien directeur adjoint du Lycée technique d'Esch-sur-Alzette (lb) (LTE) et ancien directeur du Lycée technique de Bonnevoie (LTB). Il ne cesse de promouvoir les intérêts du LTB au Parlement.

### Parcours politique
En ce qui concerne la politique locale, Fred Sunnen est nommé bourgmestre de la commune de Sanem en 1997 et exerce cette fonction jusqu'en novembre 2005 où il doit céder sa place au socialiste Georges Engel. En tant que membre du conseil communal, il forme une coalition nouvelle entre le CSV et le parti Les Verts (déi Gréng).
À la législature nationale, il fait son entrée au sein de la Chambre des députés en raison de la nomination au gouvernement de François Biltgen en août 1999. Il représente alors le CSV dans la circonscription Sud du pays. Réélu aux législatives de 1994, il ne souhaite pas renouveler son mandat de parlementaire pour des raisons personnelles. À la fin de son mandat, il devient un membre de l'Association des anciens députés (AAD) elle-même rattachée à l'Association européenne des anciens parlementaires (FP-AP) présente dans vingt pays européens.

## Décoration
- Officier de l'ordre de Mérite du grand-duché de Luxembourg[6] (2004)